# Euzebiusz (Pistolis)
Euzebiusz, imię świeckie Ewangelos Pistolis (ur. 1949 w Palaio) – duchowny Greckiego Kościoła Prawosławnego, od 1995 metropolita Samos i Ikarii.

## Życiorys
Święcenia diakonatu przyjął w 1972, a prezbiteratu w 1976. Chirotonię biskupią otrzymał 22 lipca 1995.
W czerwcu 2016 r. uczestniczył w Soborze Wszechprawosławnym na Krecie.